# Leptolaena raymondii
Leptolaena raymondii är en tvåhjärtbladig växtart som beskrevs av George Edward Schatz och Lowry. Leptolaena raymondii ingår i släktet Leptolaena och familjen Sarcolaenaceae. Inga underarter finns listade i Catalogue of Life.